# Liste der denkmalgeschützten Objekte in Gastern
Die Liste der denkmalgeschützten Objekte in Gastern enthält die denkmalgeschützten, unbeweglichen Objekte der Gemeinde Gastern.

## Denkmäler
| Foto |                 | Denkmal                                                                  | Standort                                                  | Beschreibung | Metadaten |
| ---- | --------------- | ------------------------------------------------------------------------ | --------------------------------------------------------- | --- | --- |
| ja   | Datei hochladen | Kath. Pfarrkirche hl. Martin HERIS-ID: 5541 Objekt-ID: 1412              | St. Martin-Platz 1 (Pfarrhof), neben Standort KG: Gastern | Die etwas erhöht im Südwesten von Gastern gelegene Pfarrkirche hl. Martin ist eine gewestete Saalkirche mit einem seitlichen Frontturm aus unverputzten Granitquadern. Sie wurde 1904/1905 unter der Leitung von Richard Jordan im neoromanischen Stil erbaut. | BDA-Hist.: Q37841649 Status: § 2a Stand der BDA-Liste: 2025-06-30 Name: Kath. Pfarrkirche hl. Martin GstNr.: 1 Pfarrkirche Gastern                |
| ja   | Datei hochladen | Kath. Filialkirche hl. Jakobus der Ältere HERIS-ID: 5544 Objekt-ID: 1415 | Kleinzwettl 40, westlich Standort KG: Kleinzwettl         | Die Hallenkirche mit romanischem Kern wurde später gotisch umgebaut. Es handelt sich um eine Wehrkirche, der Friedhof ist von einer Ringmauer umgeben. | BDA-Hist.: Q1773973 Status: § 2a Stand der BDA-Liste: 2025-06-30 Name: Kath. Filialkirche hl. Jakobus der Ältere GstNr.: 1 Wehrkirche Kleinzwettl |
| ja   | Datei hochladen | Kath. Filialkirche hl. Andreas HERIS-ID: 5546 Objekt-ID: 1417            | Weißenbach 50, gegenüber Standort KG: Weissenbach         | Die Filialkirche hl. Andreas in Weissenbach ist eine spätgotische Hallenkirche, die um 1400 erbaut wurde. | BDA-Hist.: Q37841894 Status: § 2a Stand der BDA-Liste: 2025-06-30 Name: Kath. Filialkirche hl. Andreas GstNr.: 1/1 St. Andreas (Weissenbach)      |